# 赫格斯比市镇
赫格斯比市镇（瑞典語：Högsby kommun）是瑞典东南部卡尔马省的一个市镇。其治所位于赫格斯比。